# Никольский, Фёдор Калинович
Фёдор Калинович Никольский (14(26).02.1826 (в некоторых источниках 1828), с. Боровичи, Новгородская губерния — 08(20).08.1898, там же — русский оперный певец (драматический тенор).

## Биография
Родился в семье священника. Учился в Московской духовной семинарии, но не кончив там учёбу, в 1847 служил дьячком в московской Николоморинской церкви.
На него обратил внимание композитор и музыкант, в то время директор придворной певческой капеллы А. Львов, он заметил музыкальность и великолепные вокальные данные молодого человека, и по его ходатайству в 1850 году Ф. Никольский был переведен в петербургскую Придворную капеллу, где служил певчим до 1861. В Петербурге он начал брать уроки пения у Фачиотти и Н. Вителяро и выступать — в 1852 году Фёдор Никольский исполнял в Москве ораторию А. Львова «Stabat Mater». Сайт Мариинского театра называет среди его учителей Федерико Риччи.
В 1856 отправлен совершенствоваться в пении в Ниццу к Ланди. В том же году, вернувшись в Россию, продолжил работу в придворной капелле и, одновременно, в концертах и вокальных дивертисментах, исполнял сольные партии в симфонических концертах, выступал с романсами, русскими народными песнями и т. д. Вскоре его концертный репертуар насчитывал разнообразные произведения: сольные партии в «Реквиеме» Моцарта (п/у К. Шуберта, 15 марта 1856), в «Торжественной мессе» (Missa Solemnis С-Dur) Бетховена п/у Э. Направника (Петербург, 1871), в оратории «Stabat Mater» А. Львова (Москва, 1852, 1861); оперные арии и русские народные песни; среди романсов в его исполнении звучали «Хуторок» А. Дюбюка и «Скажите ей» Е. Кочубей (в 1861 г. на студенческом концерте в Санкт-Петербурге).
В 1864 году вместе с Д. М. Леоновой концертировал в Саратове.
В Петербургскую оперную труппу он попал благодаря усилиям певца И. Я. Сетова, в то время работавшего на этой сцене. Сетов организовал прослушивание певца, стал работать с ним, заставил обратить на него внимание других театральных деятелей труппы, начав заниматься с Никольским актёрским мастерством и готовить его к оперной сцене П. А. Каратыгин, они подготовили роль Богдана Собинина в опере М. Глинки «Жизнь за царя», и 20 декабря 1861 Федор Никольский успешно провёл дебют там, выступив в этой партии, и был принят в труппу петербургского Мариинского театра, совсем уйдя из придворной капеллы и при этом продолжая концертную деятельность и гастрольные поездки с концертным репертуаром.
В 1862 дирекция театра послала Никольского для совершенствования в Милан к Сан-Джованни и Э. Репетто, однако приобретенный профессионализм жёстко сказался на творческой манере певца: получив необходимые профессиональные навыки, певец утратил задушевность и простоту исполнения.
Пружанский А. М. отмечал: «Обладал необыкновенно красивым, сильным голосом мягкого и тёплого тембра, большого диапазона (от ля малой октавы до верхнего ре), сочетавшим звуковую мощь и нежность. Отточенная вокальная техника позволяла Никольскому преодолевать труднейшие пассажи, что давало основание современникам певца сравнивать его с итальянскими певцами Э. Тамберликом, Э. Кальцолари и Джованни Баттиста Рубини» — и там же привел слова композитора и музыкального деятеля А. Н. Серова: «Это тенор-алмаз, редкий тенор, равного которому нет в настоящее время ни на одной сцене в мире… Призвание актера — не его удел; он только певец, и, следовательно, он не совершенный артист… Ему недостает прежде всего артистического развития». Дальше А. М. Пружанский продолжает: «Излишняя аффектация в игре, чрезмерное жестикулирование и суетливость поведения на сцене мешали певцу создавать художественно цельные образы (особенно ярко эти недостатки проявились в партии Лоэнгрина)».
Марина Малкиель: «Певец-самородок, обладающий уникальным голосом, … он, однако, был лишен драматического дарования. С блеском и невероятной легкостью преодолев все вокальные сложности партии, творя голосом поистине чудеса, Лоэнгрин — Никольский выглядел на сцене беспомощным и ходульным».
В 1861—1871 гг. — артист оперной труппы Мариинского театра. Пел п/у К. П. Вильбоа, К. Н. Лядова, Э. Ф. Направника.
Уйдя со сцены, снова служил церковным певчим.
Скончался певец на родине, в Боровичах. Был похоронен в Санкт-Петербурге на Новодевичьем кладбище. В 1930-х годах захоронение было перенесено в Некрополь мастеров искусств Александро-Невской лавры.

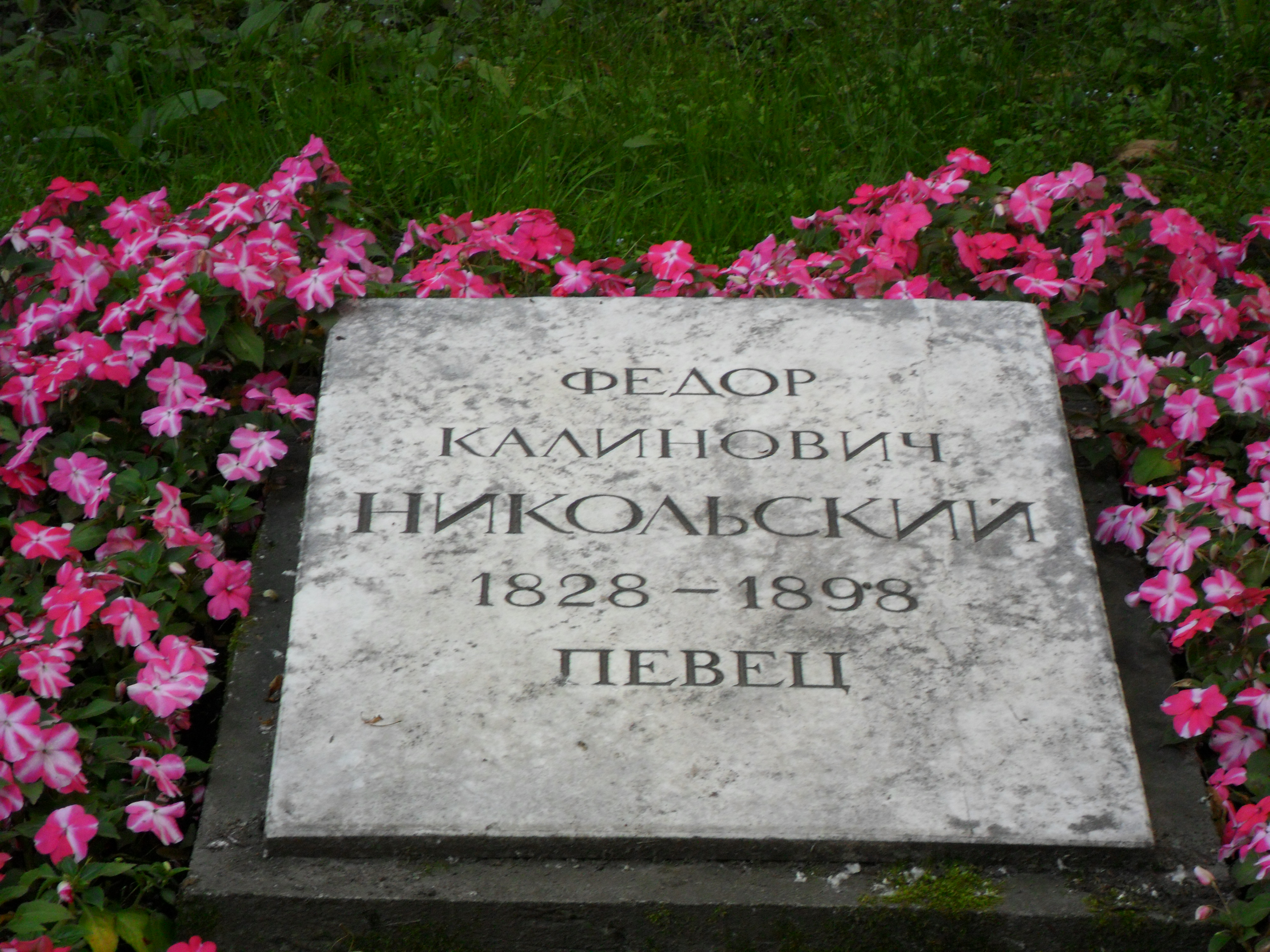
Могила Ф. Никольского на Некрополе мастеров искусств Александро-Невской лавры в Санкт-Петербурге.

Репертуар певца насчитывал свыше 20 партий:
- 1863 — «Наташа, или Волжские разбойники» К. П. Вильбоа — Алексей
- 1865 — «Рогнеда» А. Серова — Руальд (первый исполнитель)
- 1867 — «Гроза» В. Кашперова — Борис (первый исполнитель)
- 1869 — «Вильям Ратклиф» Кюи — Граф Дуглас (первый исполнитель)
- 1868 — «Лоэнгрин» Р. Вагнера — Лоэнгрин
- 1869 — «Иоанн Лейденский» («Пророк») Мейербера — Иоанн Лейденский
- 1874 — «Тангейзер» Вагнера — Тангейзер
- «Руслан и Людмила» М. Глинки — Финн
- «Русалка» А. Даргомыжского — Князь
- «Вольный стрелок» К. М. Вебера — Макс (готовил партию под руководством В. Самойлова[2])
- «Алессандро Страделла» Ф. Флотова — Страделла
- «Аскольдова могила» А. Верстовского — Торопка Голован
- «Жизнь за царя» М. Глинки — Богдан Собинин
- 1864 «Ундина» А. Львова, — Гульбранд
- «Дон Жуан» Моцарта — Дон Оттавио
- «Вильгельм Телль» Россини — Арнольд
- «Роберт-Дьявол» Мейербера — Роберт
- «Нижегородцы» — роль неизвестна[5]
- «Индра» Ф. Флотова — роль неизвестна[5]

Партнёры: В. Бианки, П. И. Гумбин, Г. П. Кондратьев, Е. А. Лавровская, Д. М. Леонова, И. А. Мельников, О. А. Петров, Ю. Ф. Платонова.